# Millie Bright
Millie Bright (Chesterfield, 21 augustus 1993) is een voetbalspeelster uit Engeland. Ze speelt als verdediger voor Chelsea FC in de Super League.

## Clubcarrière
Bright maakte in augustus 2009 als spits haar profdebuut door voor Donaster Rovers in te vallen in een wedstrijd tegen Watford in het Keepmoat Stadium in augustus 2009. Ze maakte haar eerste doelpunt toen ze voor het eerst in de basis startte in een 5-0 overwinning in de FA Women's Premier League Cup op Leeds City Vixens. Voorafgaand aan het seizoen 2011 seizoen tekende Bright een contract. Op eigen verzoek werd ze in het seizoen 2011/12 verhuurd aan Leeds United. OP haar achttiende verjaardag debuteerde ze voor deze club en maakte ze als invalster een doelpunt.
Toen Bright terugkeerde bij Doncaster Rovers werd ze gepromoveerd tot basisspeelster. Bright was kritisch op de beslissing van The FA om Doncaster Rovers te laten degraderen, zodat Manchester City WFC vanaf 2013 haar plek kon overnemen in de Super League.
In december 2014 tekende Bright een contract bij Chelsea voorafgaand aan het nieuwe seizoen in 2015. In haar debuutseizoen werd ze met de Londense club kampioen met een record puntentotaal en kwalificeerde zich voor de tweede maal in de clubgeschiedenis voor de Champions League. Bright maakte veertien keer haar opwachting in het seizoen 2015 en speelde een totaal van 906 minuten. Door teamgenoten werd Bright opgenomen in het 'elftal van het jaar van Chelsea FC'.

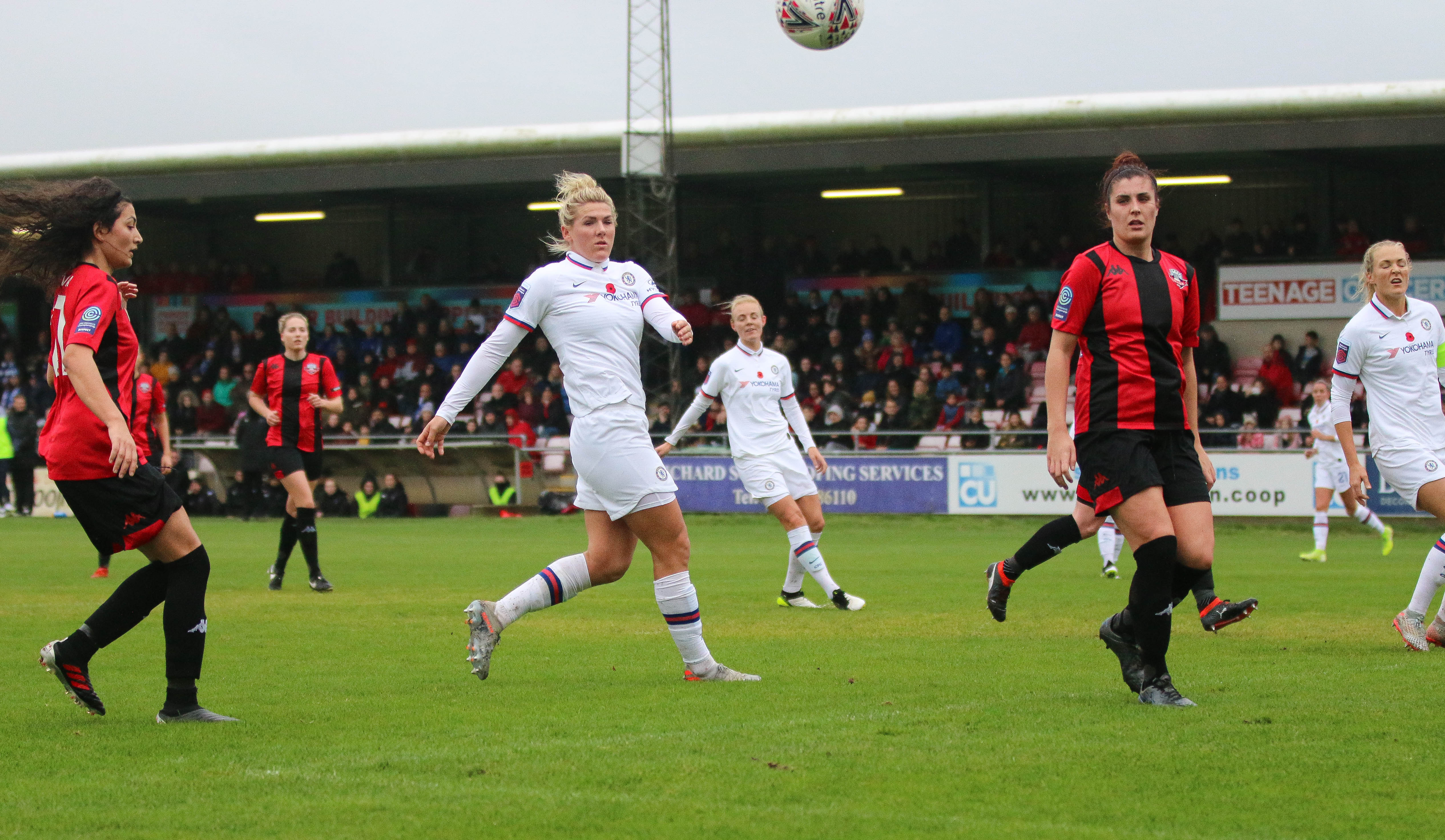
Bright (midden) tijdens een wedstrijd tegen Lewes FC in de FA Women's League Cup in november 2019

Tijdens het seizoen 2016 had Bright een basisplaats en kwam ze in alle vijftien wedstrijden in actie en maakte een doelpunt in een 5-0 overwinning op Sunderland. Chelsea eindigde op de tweede plaats dat seizoen.
In het seizoen 2017 was Bright als linksbenige verdediger onderdeel van de defensie die slechts vijf doelpunten tegen kreeg in alle competities. Ze maakte twee doelpunten tijdens wedstrijden tegen Bristol City en Arsenal. Chelsea werd in dat seizoen landskampioen.
In augustus 2018 tekende Bright een nieuw driejarig contract bij Chelsea.
Tijdens het seizoen 2019/20 werd Bright in december benoemd tot 'speelster van de maand' nadat ze een doelpunt maakte en een assist gaf in een wedstrijd tegen Birmingham City en een belangrijk aandeel had in een overwinning op Manchester United WFC. Chelsea werd opnieuw landskampioen en won eveneens de League Cup na Arsenal in de finale met 2-1 te heen verslagen.
In 2020 won Bright met Chelsea de allereerste Community Shield sinds 2008 nadat ze zelf het beslissende doelpunt van lange afstand had gemaakt in de 2-0 overwinning op Manchester City.
Na het vertrek van Magdalena Eriksson werd Bright op 29 september 2023 benoemd tot nieuwe aanvoerder van Chelsea. Op 6 maart 2025 werd bekend dat Bright een nieuw contract bij Chelsea had getekend tot de zomer van 2026.

## Statistieken
| Seizoen | Club             | Land     | Competitie   | Wedstrijden | Doelpunten |
| ------- | ---------------- | -------- | ------------ | ----------- | ---------- |
| 2011    | Doncaster Rovers | Engeland | Super League | 5           | 0          |
| 2012    | Doncaster Rovers | Engeland | Super League | 13          | 2          |
| 2013    | Doncaster Rovers | Engeland | Super League | 14          | 1          |
| 2015    | Chelsea FC       | Engeland | Super League | 14          | 0          |
| 2016    | Chelsea FC       | Engeland | Super League | 15          | 1          |
| 2017    | Chelsea FC       | Engeland | Super League | 7           | 2          |
| 2017/18 | Chelsea FC       | Engeland | Super League | 15          | 1          |
| 2018/19 | Chelsea FC       | Engeland | Super League | 16          | 1          |
| 2019/20 | Chelsea FC       | Engeland | Super League | 15          | 1          |
| 2020/21 | Chelsea FC       | Engeland | Super League | 21          | 1          |
| 2021/22 | Chelsea FC       | Engeland | Super League | 22          | 0          |
| 2022/23 | Chelsea FC       | Engeland | Super League | 14          | 1          |
| 2023/24 | Chelsea FC       | Engeland | Super League | 10          | 1          |
| 2024/25 | Chelsea FC       | Engeland | Super League | 21          | 0          |
| Totaal  | Totaal           | Totaal   | Totaal       | 202         | 12         |

Laatste update: 5 juni 2025

## Interlandcarrière
Bright maakte haar debuut voor het Engelse nationale team in september 2016 door in te vallen in een 2-0 overwinning op België. In februari 2019 viel Bright uit de SheBelieves Cup selectie door een blessure en werd ze vervangen door Gemma Bonner.

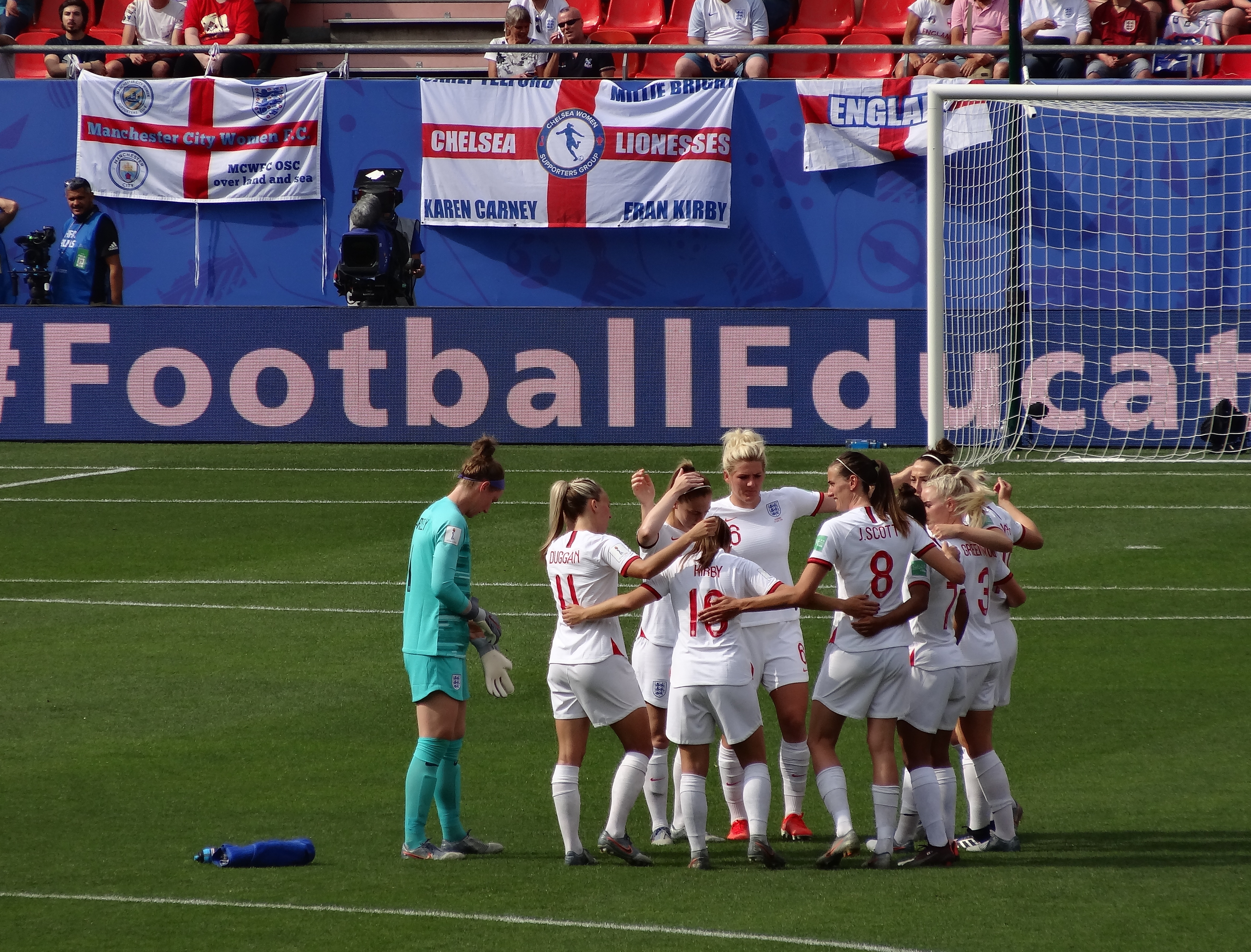
Bright met het Engelse team op het WK 2019 in Frankrijk

In mei 2019 werd Bright geselecteerd om Engeland te vertegenwoordigen op het WK 2019 in Frankrijk.
Ze kwam in twee groepsduels in actie evenals de achtste finales. In de halve finale tegen Verenigde Staten werd ze bij een 1-2 achterstand met een tweede gele kaart van het veld gestuurd. Bright was voor het eerst aanvoerder van Engeland in een vriendschappelijke wedstrijd tegen Canada op 13 april 2021. In de kwalificatiereeks voor het WK 2023 werd ze opnieuw door bondscoach Sarina Wiegman aangewezen als aanvoerder voor wedstrijden tegen Oostenrijk en Letland.
In juni 2022 werd Bright opgenomen in de Engelse selectie voor op het EK 2022. Bright werd met Engeland in eigen land Europees kampioen door Duitsland in de finale na verlenging te verslaan.
Bright eindigde op de 197ste plaats in een verkiezing voor meest legendarische Engelse spelers ten ere van het vijftigjarig bestaan van de Engelse voetbalbond.
Op 31 mei 2023 werd bekend dat Bright onderdeel was van de Engelse selectie voor op het WK 2023. Door blessureleed bij Leah Williamson werd Bright benoemd tot interim-aanvoerder van Engeland op het eindtoernooi. Ze gaf op 16 augustus 2023 de assist op een van de drie Engelse doelpunten waarmee Engeland zich voor het eerst wist te plaatsen voor de finale van het WK. Spanje was in deze finale nipt met 1-0 te sterk.
Bright kondigde op 4 juni 2025 zich niet selecteerbaar te stellen voor het EK 2025 omdat ze zich fysiek en mentaal niet 100% kon geven voor het toernooi. Daarnaast stopte volledig als Engels international.
1 Earps ·
2 Bronze ·
3 Daly ·
4 Walsh ·
5 Greenwood ·
6 Bright ·
7 Mead ·
8 Williamson  ·
9 White ·
10 Stanway ·
11 Hemp ·
12 Carter ·
13 Hampton ·
14 Kirby ·
15 Stokes ·
16 Scott ·
17 Parris ·
18 Kelly ·
19 England ·
20 Toone ·
21 Roebuck ·
22 Wubben-Moy ·
23 Russo ·
Coach: Wiegman
1 Earps ·
2 Bronze ·
3 Charles ·
4 Walsh ·
5 Greenwood ·
6 Bright  ·
7 James ·
8 Stanway ·
9 Daly ·
10 Toone ·
11 Hemp ·
12 Nobbs ·
13 Hampton ·
14 Wubben-Moy ·
15 Morgan ·
16 Carter ·
17 Coombs ·
18 Kelly ·
19 England ·
20 Zelem ·
21 Roebuck ·
22 Robinson ·
23 Russo ·
Coach: Wiegman